# Luisenschule (Görlitz)
Luisenschule war der Name einer Mädchenschule in Görlitz, die durch eine testamentarische Stiftung von Christiane Luise von Gersdorff ins Leben gerufen wurde. Die Schule wurde im Jahr 1781 eröffnet und wechselte bis heute innerhalb von Görlitz oft ihren Standort. 1948 wurde sie in Louise-Otto-Peters-Schule umbenannt und seit 1950 waren nach der Vereinigung mit der Lessing-Oberschule auch Jungen zugelassen. Im Jahr 1959 wurde sie in Joliot-Curie-Gymnasium umbenannt.

## Geschichte
In der Nacht vom 14. auf den 15. August 1779 starb in Klein-Dehsa Christiane Luise von Gersdorff, geborene von Hohberg (* 14. Juni 1721 in Bierna, deutsch: Berna).
Sie war die Tochter Christophs von Hohberg und Christiane Hedwig, geborene Reichbrod von Schrenckendorff, und hatte am 13. Juli 1739 Johann Rudolph von Gersdorff, Sohn von Heinrich Siegmund von Gersdorff und Johanna, geborene Hundt von Alten-Grottkau, geheiratet. Christiane Luises und Johann Rudolphs Kinder starben früh: Carl Rudolph (* 26. Mai 1740; † 11. Oktober 1741) und Henriette Luise (* 22. August 1743; † früh).
Ihr Testament hatte sie am 26. März 1774 geschrieben, am 17. September 1779 wurde es eröffnet. Darin legierte sie unter anderem 3.000 Taler, von deren jährlichen Zinsen „junge Frauenzimmer von adelichem und bürgerlichem Stande, letztere jedoch von extraction ... im Christenthum und anderen vor sie schicklichen Wissenschaften als der Französischen Sprache, der Moral, Historie, Geographie, Rechnen und Schreiben ... Anweisung erhalten sollen.“ Dazu bestimmte sie jährlich 10 Taler, die, wenn möglich am 14. Juni „unter die geschicktesten und tugendhaftesten“ Schülerinnen ausgeteilt werden, die zudem in der St.-Georg-Kapelle „eine kurze und nachdrückliche Aufmunterung zur Gottseligkeit, Sittsamkeit und anderen christlichen Tugenden“ empfangen sollen.
Es gingen mit der gestifteten Schule einige Probleme einher, einerseits lagen die jährlichen Zinsen der Stiftung nur bei 150 Talern. Die Einnahmen durch Schulgelder waren außerdem gering, da nur adlige bzw. ausgewählte bürgerliche Schülerinnen zugelassen wurden. Es fanden sich also kaum Schülerinnen. Also wurde das Schulgeld von 15 Talern noch vor Schuleröffnung auf 6 Taler herabgesetzt.

### Erste Phase (Ostern 1781 – 1783)
Am 23. September 1780 wurde eine verwitwete Hering zur Vorsteherin gewählt. Sie richtete die Schule ab Weihnachten ein, sodass die Schule zu Ostern 1781 eröffnet werden konnte. Die gewünschte Anzahl von 20 Schülerinnen wurde erreicht. Die erste Lehrerin Hortzschas unterrichtete „Rechnen, Schreiben, Historie und Geographie“. Wo sich die Schule befand, konnte Friedrich Pietsch, der Autor der Schulhistorie, nicht herausfinden.
Im Januar 1783 begann allerdings, offenbar verursacht durch ein „von diesem Institut gesagten Vorurtheil“, eine Fluchtbewegung von der Schule, in deren Verlauf bis Ostern nur fünf Schülerinnen verblieben. Friedrich Pietsch vermutete mangelndes Interesse der Vorsteherin an der Schule, verursacht durch ihr niedriges Gehalt. Die einzige Forderung des Berichterstatters der Misszustände Carl Gottlob König lautete nämlich ein Fond zur angemessenen Bezahlung der Vorsteherin. Also wurde die Schule übergangsweise geschlossen, um durch die Zinsen das Kapital der Stiftung zu erhöhen.

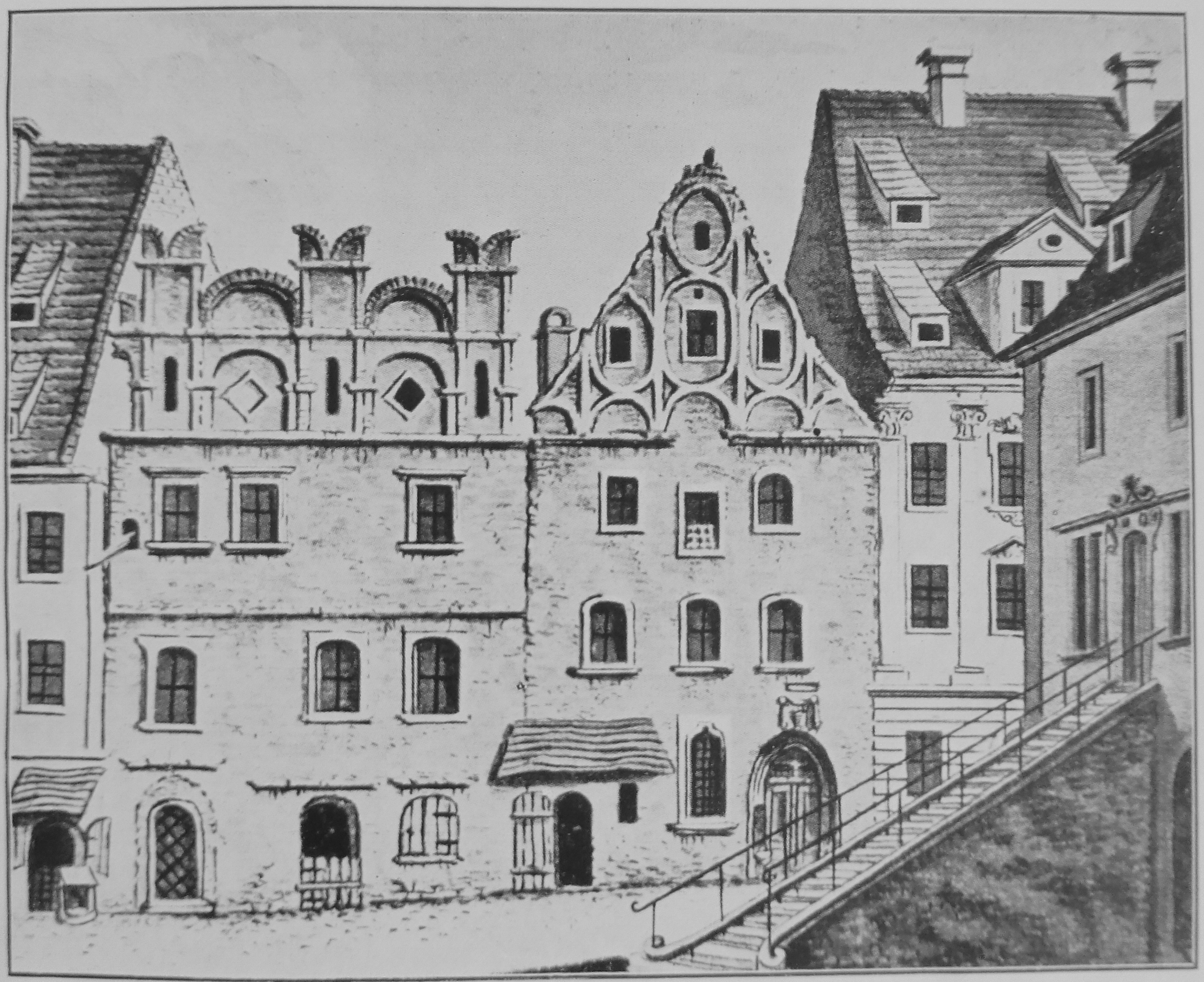
Häuser des Salzverwalters Görcke am Obermarkt, worin sich die Luisenschule zwischen 1797 und 1802 befand. (Zeichnung: J. G. Schultz, 1797)

### Zweite Phase (25. April 1797 – Ostern 1802; Obermarkt 3)
1790 wurde eine Wiedereröffnung angegangen, König besagte allerdings, dass das Kapital und demzufolge das Gehalt der Vorsteherin noch zu gering sei. Dennoch berief der Rat nach einiger Suche Fréderique Henriette Richter (geborene Französin) für ein Jahr zur neuen Vorsteherin zu Ostern 1797. Am 25. April eröffnete die Mädchenschule im Haus am Obermarkt 3, das der Salzverwalter Christian Friedrich Görcke eignete. Die Anzahl der Schülerinnen betrug etwa 12–14, das Schulgeld 4 Taler.
Doch auch jetzt wurden Probleme laut, wegen denen die Väter ihre Töchter von der Schule zu nehmen drohten. Also wurde die Anstellung der Vorsteherin Richter nicht verlängert. Den Unterricht übernahm mangels Alternativen der Subrektor Tzschoppe. Ostern 1802 legte dieser aber aus gesundheitlichen Gründen die Arbeit nieder und die Schule wurde erneut geschlossen. Skabinus Petri vererbte der Schule durch sein im Jahr 1803 eröffnetes 300 Taler mit der Bedingung, dass sie für fünf Jahre geschlossen bleibe. Unterdessen wurden im Jahr 1804 die zwei Häuser am Obermarkt, in einem von deren sich die Schule zuvor befand, abgebrochen und vereinigt.
Im September 1809 stellte die königlich sächsische Landesbehörde eine Anfrage zur Erkundung des Zustandes der Stiftung in Görlitz. Außerdem sei es wünschenswert, die Schule, wenn möglich, für das ganze Markgraftum der Oberlausitz zugänglich zu machen, also auszubauen. In der Zeit Napoleons Rückzug vom Russlandfeldzug durch Görlitz und des Angriffs des russischen Kaisers Alexander I. auf Görlitz im Folgejahr waren Eröffnungsplanungen undenkbar. Die Schule litt zudem auch unmittelbaren Schaden, insofern ihr Mobiliar durch die ständigen Einquartierungen der Soldaten in der Schule unbrauchbar geworden ist. „Hals über Kopf“ habe es Görcke der französischen Kommandantur zur Verfügung stellen müssen.

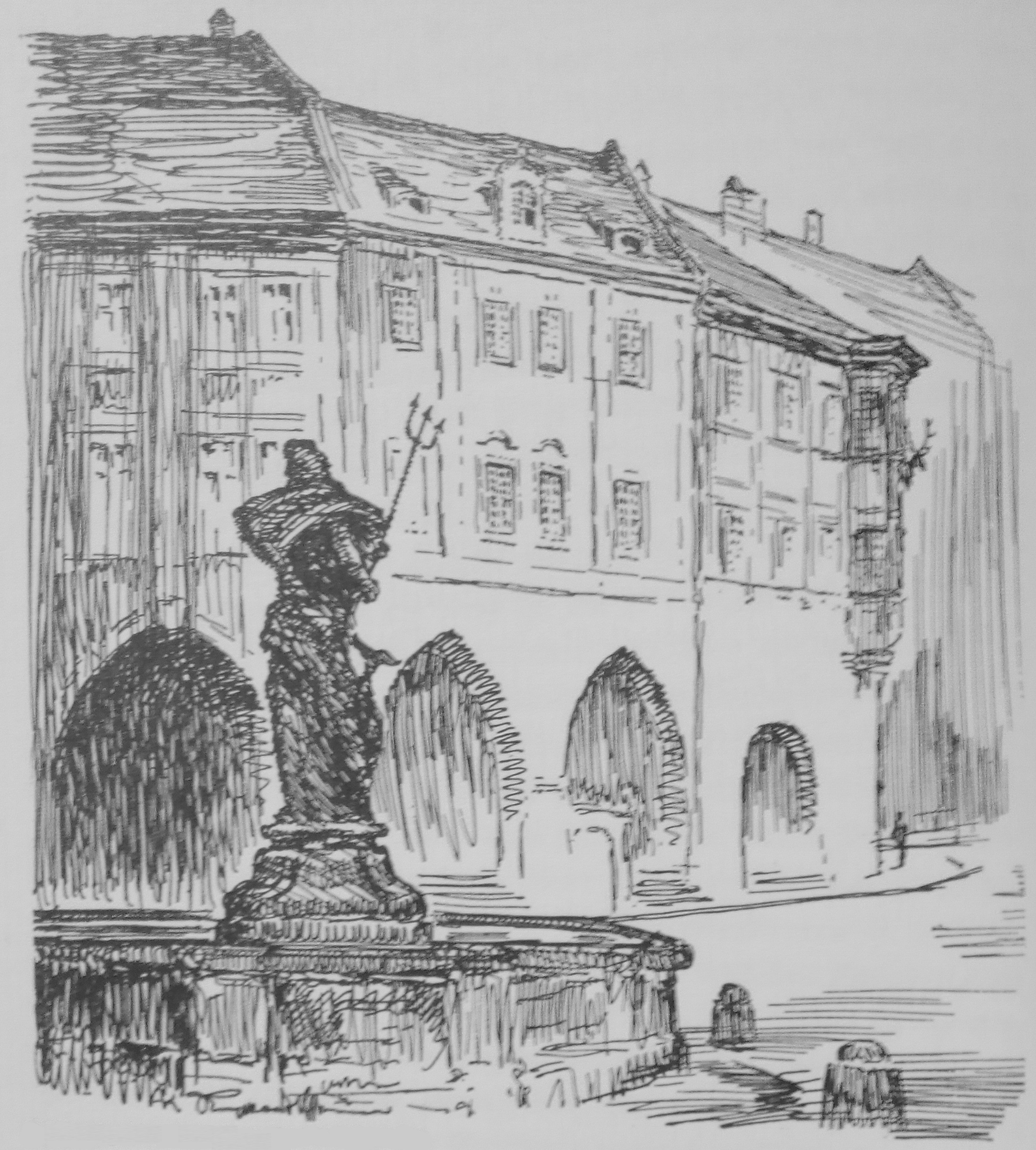
Untermarkt 5, worin sich die Luisenschule in den Jahren 1815 und 1816 befand. (Zeichnung: Otto Engelhardt-Kyffhäuser)

### Dritte Phase (6. Oktober 1815 – Ostern 1847; Untermarkt 5 und Brüderstraße 14)

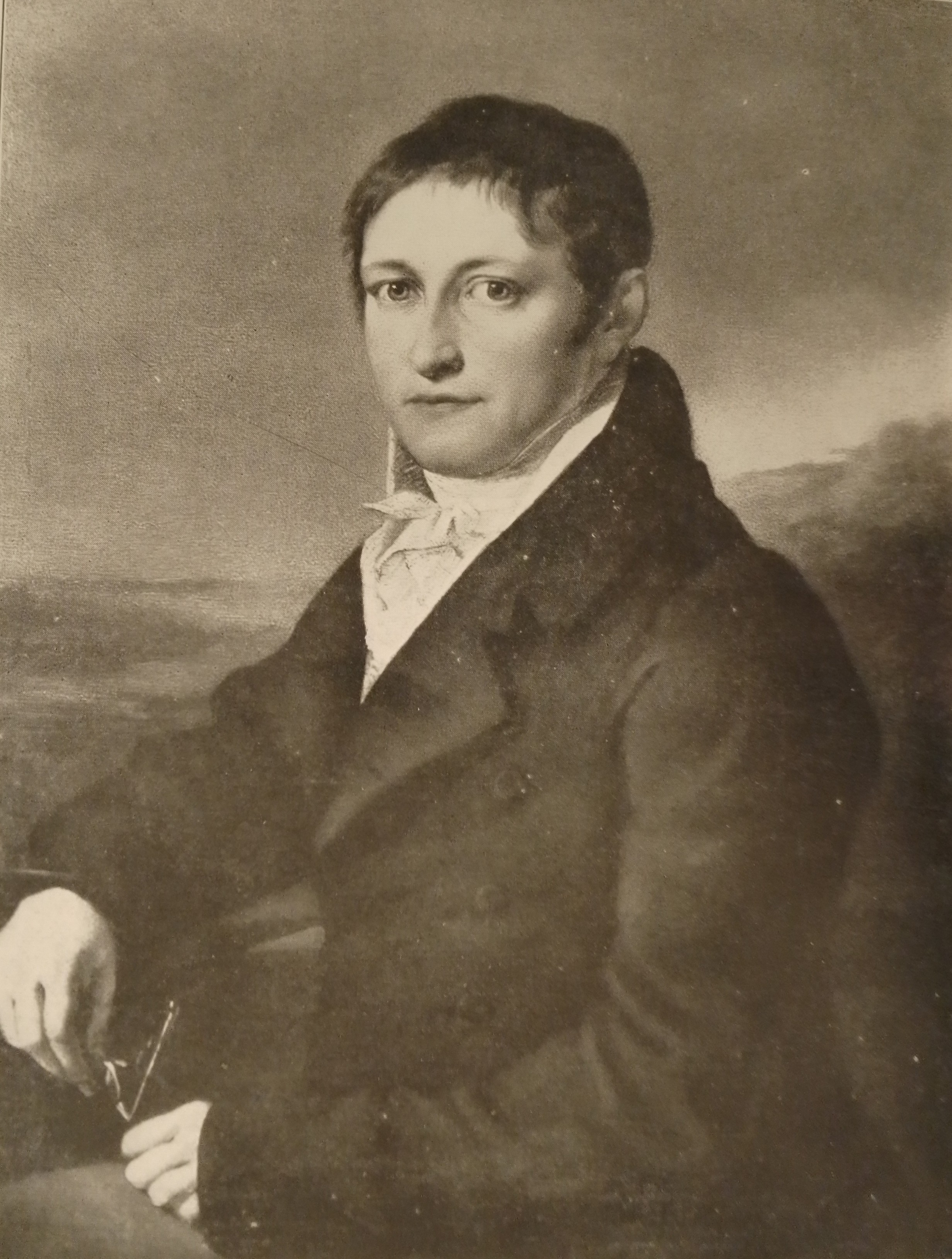
Porträt von Johann August Rösler (Künstler: Johann Carl Rösler)

Am 15. Oktober 1814 aber wurde an einer Wiedereröffnung der Schule geplant, besonders durch den Senator und Zolleinnehmer Staude. Er hatte Johann August Rösler, der zuvor seine Tochter privat unterrichtet hatte, als Lehrer für die Gersdorffsche Mädchenschule gewonnen. Rösler legte Staude dann einen eigens entworfenen Plan für bestimmte Neuerungen vor, den Staude vertrat. Widerspruch wegen einer befürchteten Entmachtung der Schulinspektoren kam vom Archidiakon Jancke, Zuspruch aber vom Ratsinspektor Götzloff. Also wurde der Plan, demzufolge die Schule Michaelis 1815 wiedereröffnet werden sollte, vom Rat am 15. Juli 1815 angenommen.

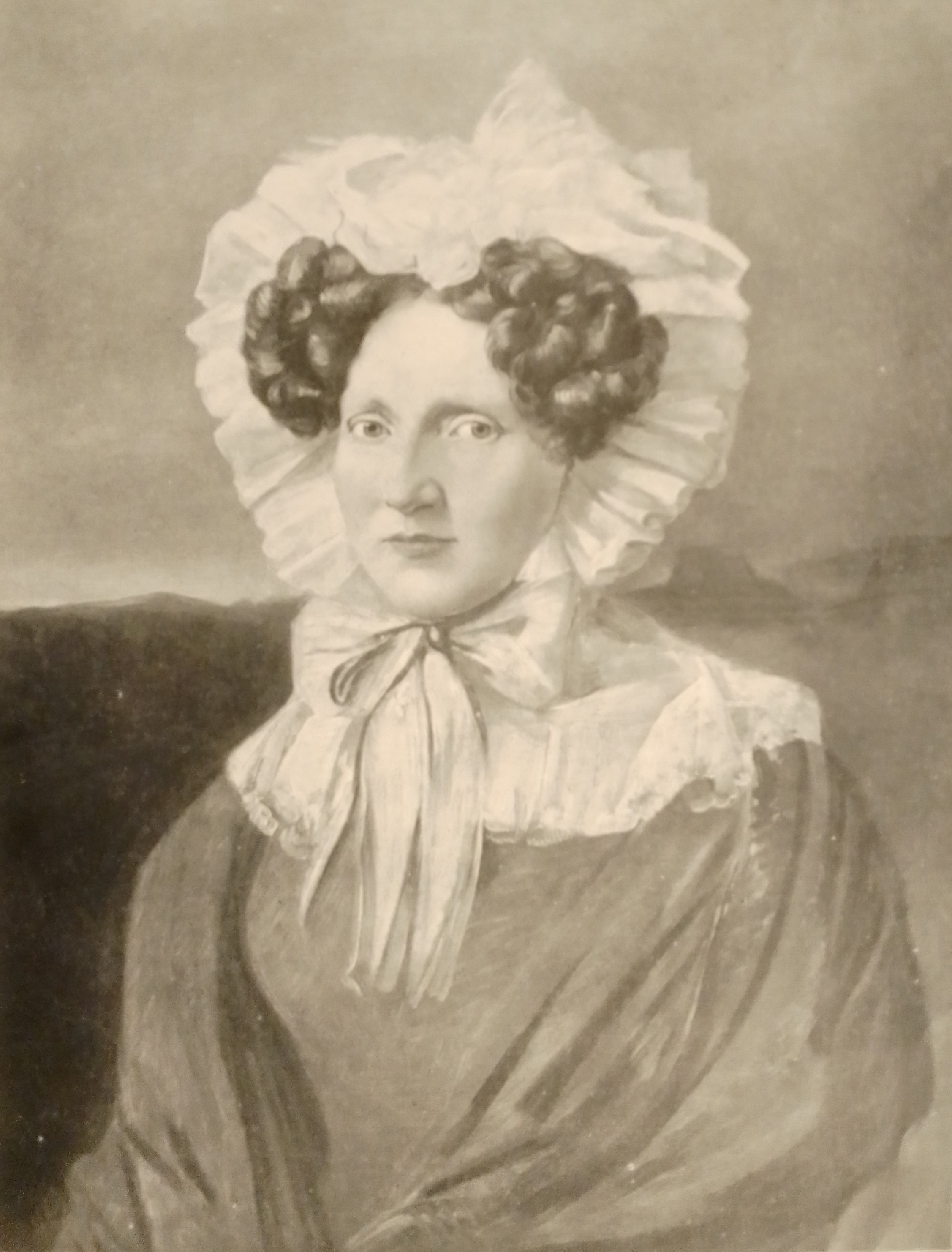
Porträt von Luise Rösler, geb. von Clauer (Künstler: Johann Carl Rösler)

Rösler wurde ihr Rektor, Luise von Clauer zur Vorsteherin gewählt. Tatsächlich eröffnet wurde wenige Tage nach Michaelis, sonntags am 6. Oktober im Hallenhaus Untermarkt 5. Da mehr Lehrkräfte zur Verfügung standen, konnten zwei Klassen gebildet werden. Die Anzahl von genau 13 Schülerinnen sorgte aufgrund des Aberglaubens im Zusammenhang mit der 13 zunächst für Misstrauen, wirkte sich aber nicht weiters aus. Im Mai 1816 ergänzte Rösler eine „Elementarklasse“.

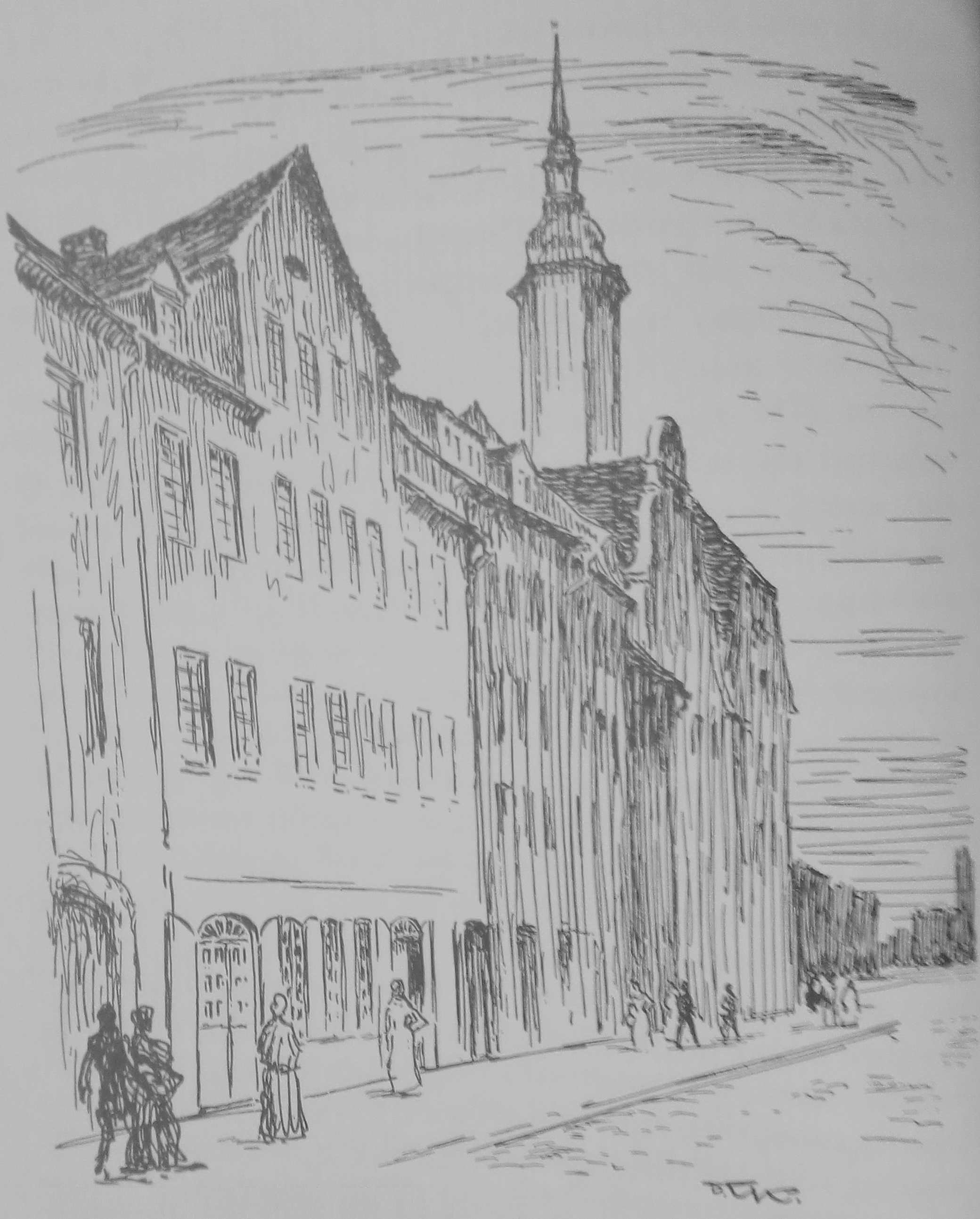
Brüderstraße 14, worin sich die Luisenschule zwischen 1816 und 1847 befand. (Zeichnung: Otto Engelhardt-Kyffhäuser)

Bald heiratete Rösler die Vorsteherin Luise von Clauer und zog mit ihr, wie auch die Schule selbst, die im 2. Stock eingegliedert wurde, in das Haus in der Brüderstraße 14. Das Schulgeld betrug 24 Taler bzw. 16 und später 12 für die Elementarklasse. 1837 sah sich die Schule konkurrenzbedingt veranlasst, das Schulgeld auf 18 bzw. 9 Taler zu verringern. 1833 war nämlich die städtische Mädchenschule in der Rosengasse 4 gegründet worden. Gleichenjahres (1837) wurde Rösler zu seiner Verärgerung Kaumann, dem Direktor der Bürgerschule unterstellt. Rösler hatte hohe Verdienste um die Schule gehabt, sie aus einem „fade[n] Nützlichkeitsstandpunkt des Philanthropinismus“ zu einer Schule gemacht mit dem Ziel „die höchste Veredelung der Menschheit in den Schülerinnen, der Sinn für Humanität, der echte Menschenverstand, die reine menschliche Empfindung, der frohe Blick von dem gegenwärtigen Leben in das folgende“. Einen Beitrag für den Fortschritt der Schule unter Rösler hatte auch die Oberlausitzische Gesellschaft der Wissenschaften gehabt, die das kurz nach 1800 aufgekommene pädagogische Interesse repräsentierte und unterstützte, wahrscheinlich auch Impulse an Rösler über frühere Kontakte weitergab.
Die folgende Zeit der Schule verläuft unauffällig, allerdings wurde immer wieder ein zweiter Lehrer neben Rösler präsentiert. Schließlich wurde die Vorsteherin Clauer schwerhörig und auch für ihre Stelle musste Ersatz gesucht werden. Rösler legte zwei Jahre nach ihrem Tod seine Arbeit am 29. September 1845 nieder.
Er wurde als Direktor ersetzt durch Johann Gottlieb Graf, Röslers Sohn Adolph Rösler war dessen Vertreter. Wiederum gleichenjahres erfolgte, veranlasst durch Kaumann, eine erneute Schließung der Schule zu Ostern 1847 und eine erneute Anreicherung des Stiftungsvermögens.
Mit Röslers Abdankung zeitlich einher ging eine Anfrage Kaumanns bei der Regierung, in der er ihr vorschlug, eine Selekta in der städtischen Mädchenschule zu errichten, für die die von Gersdorffsche Stiftung verwendet würde. Zwar räumte er ein, dass eine solche der Idee der Stifterin nicht völlig entspreche, doch betonte er, sie habe ein „Bedürfniß der ihrigen [Zeit] befriedigen“ wollen, und „nicht sowohl ein Bedürfnis unserer Zeit“. Die Regierung hielt von dem Vorschlag zunächst nichts.

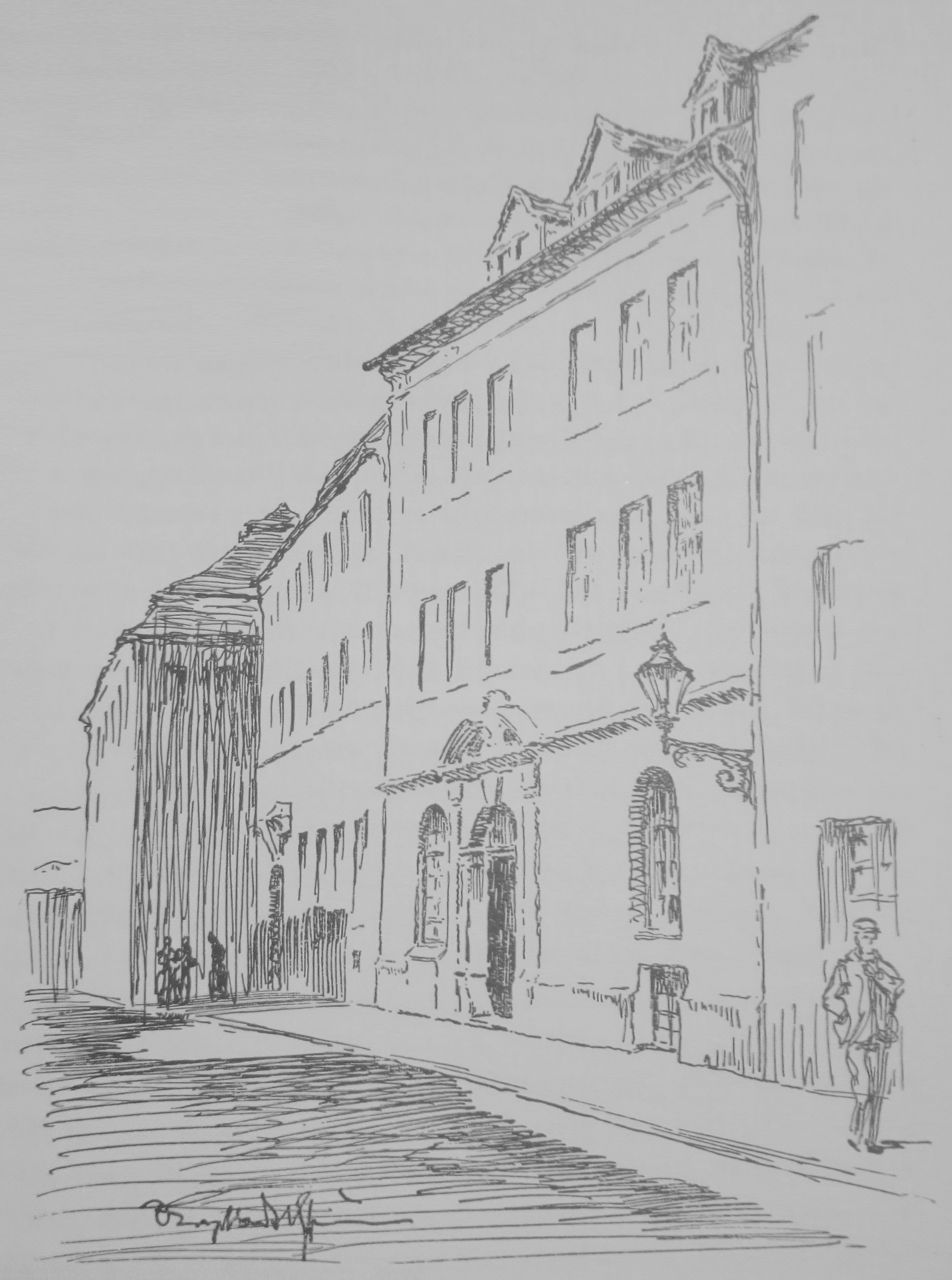
Städtische Mädchenschule am Fischmarkt, worin die Luisenschule im Jahr 1851 einzog. (Zeichnung: Otto Engelhardt-Kyffhäuser)

### Vierte Phase (ab 1851; Fischmarkt und Wilhelmplatz 5)
„Die Schule verfolgt weniger die Ausbildung der Mädchen für höhere Kreise der Gesellschaft als für das Familienleben. Die möglichst verbreitete Theilnahme an der Töchterschule zur Erhöhung des allgemeinen Bildungsgrades ist höchst wünschenswerth.“

Doch wurden die Mädchen der städtischen Schule planmäßig nach dem vierzehnten Lebensjahr – nach ihrer Konfirmation – entlassen. Und in der Bevölkerung stieg das Verlangen einzelner Familien an, ihre Töchter auf eine weiterbildende Schule zu schicken. Kaumann bekräftigte derweil seinen Vorschlag in Jahresberichten (1849 und 1850) und in einer Eingabe an das Regierungsmagistrat (Januar 1850). Seine Forderungen habe Kaumann im Sinne Goethes in seinem letzten Lebensjahr geäußerten Glaubens gemeint – dem Glauben, dass „die gesellige Bildung universell werde“. Daraufhin nimmt die Schuldeputation und das Magistrat Kaumanns Vorschlag an. Besonders Demiani gilt als Unterstützer Kaumanns. Der Begriff „von extraction“ wurde forthin als für all diejenigen gedeutet, „die zumal [sie] die höheren Klassen besuchen, zum gebildeten Bürgerstand gehören“.
Derweilen fand der Plan in den Zeitungen ein geteiltes Echo von „Stiftet sich der Adel aus seinen Fonds eine Adelschule, so geht dies den Bürger nichts an“ bis „Wir wollen keine Adelsschulen mehr in unseren Ringmauern!“. Die Zeitung „Görlitzer Intelligenzblatt“ schrieb Nonsens, so Pietsch. Zwar begrüßte sie letztendlich den Beschluss der Stadt, schimpfte zunächst aber gegen Kaumann, der in seinem Adelshass auch noch gegen die Gersdorffsche Anstalt kämpfe. Bezeichnend ist die Stellungnahme des Blattes, dass Görlitz „keine Veranlassung habe für die höhere (so!) Häuser Gouvernanten zu bilden“.
Kaumann ließ offen, ob ein Lehrer oder eine Lehrerin angestellt werden sollte, die städtische Behörde entschied sich für einen Lehrer. Daraufhin gab es eine von vierzehn Frauen unterschriebene Eingabe mit der Forderung einer Lehrerin anstelle eines Lehrers, der auch stattgegeben wurde. Als Lehrerin wurde Sophie Richter (* 3. September 1817 in Paris) gewählt und die Klasse am 1. Mai 1851 mit 20 Schülerinnen eröffnet. Ungefähr zum gleichen Zeitpunkt wurde von Diakon Kosmehl eine „höhere Töchterschule“ gegründet, die bis ins Jahr 1910 bestand. Als Gebäude für die Gersdorffsche Schulklasse diente das zwischen dem 29. September 1836 (Grundsteinlegung) und 1838 (Eröffnung) errichtete Schulgebäude der städtischen Mädchenschule am Fischmarkt. Für die zu diesem Zeitpunkt 144 Schülerinnen war reichlich Platz. Kaumann kämpfte erfolgreich dafür, dass die Schülerinnen neben Englisch- auch Französischunterricht erhielten. 1833 hatten die Schülerinnen das noch als „unnötig“ abgelehnt. Auch gehörten zum Lehrprogramm die Geschichte der deutschen Literatur, allgemeine Geschichte, Geographie, Grammatik, schriftlicher Ausdruck, Rechnen, Naturbeschreibungen, Physik und Handarbeit. Seit 1846 wurde an Kaumanns Schule von Maßmanns Schüler Moritz Böttcher Turnunterricht gegeben. Kaumann setzte das Bildungsziel: „möglichste Ausbildung aller Kräfte zur freisten Selbstthätigkeit, also klares Denken, richtiges Gefühl, freies stetes Handeln oder innere Selbstbefreiung oder Autonomie, wie es die neueren ausdrücken“. Der Unterricht dürfe, eigentlich immerhin die Gleichwertigkeit von Mädchen- und Knabenunterricht im Blick, sogar nicht mehr nur „gleichwertig dem der Knaben sein“, denn „Frauen haben ein stilles, aber sehr wichtiges Verdienst um Familien, um Nationen, um die Menschlichkeit“. Die wehende „48-Luft“ in Kaumanns Ära versinnbildlichte schließlich ein erreichtes Ziel, wie gleichermaßen eigentlich in der Weimarer Republik für „die Vereinheitlichung des zerrissenen Staatskörpers“ gekämpft wurde. Die von Kaumann gebildeten Schulgesetze vermittelten eine aus eigenem Willen erfüllte Pflicht, nicht aus Vermeidung einer Strafe. Als Schulziel nannte er „Autonomie“, möglicherweise aufgrund der Popularität des Begriffs seit Kant nicht ungeschickt gewählt. Nebenbei bemerkt, waren nur wenige Adelstöchter in den Klassen zu finden. 1858 musste Kaumann das Rektorat auf Veranlassung der Regierung an Johann Carl Hermann Berg abgeben.
Berg fasste die von Gersdorffsche Klasse mit den städtischen zu einer Mädchenbürgerschule zusammen und erhöhte das Schulgeld. Die Zahl der Schülerinnen sank in den Jahren 1858 bis 1860 von 326 auf 240 Schülerinnen. Auf Berg folgte im Jahr 1860 Alwin Viëtor (* 29. Dezember 1822 in Halle), „eine Kampfnatur, schneidig, mitunter sogar scharf in seinem Auftreten“. Im Oktober 1868 wurde er für die Reorganisation der Ratstöchterschule nach Dresden gerufen. Das Magistrat wirkte dem nicht besonders entgegen, war es doch gegenüber Viëtor bisher nicht immer zum eigenen Vorteil ziemlich nachgiebig gewesen, hatte zum Beispiel den finanziellen Zuschuss bis 1867 verdoppelt und 1861 eine Schülerinnen-Bibliothek entstehen lassen. Die Schülerinnenzahl hatte sich unter Viëtor von 240 (Neujahr 1861) auf 304 Schülerinnen (August 1867) leicht erhöht. Zwar waren es einst mehr Schülerinnen gewesen, da Klassen aber aufgeteilt wurden, genügte der Platz nun aber nicht mehr. Im Sommer 1867 wurden deswegen nördlich zur Bäckerstraße drei neue Klassenräume angebaut.

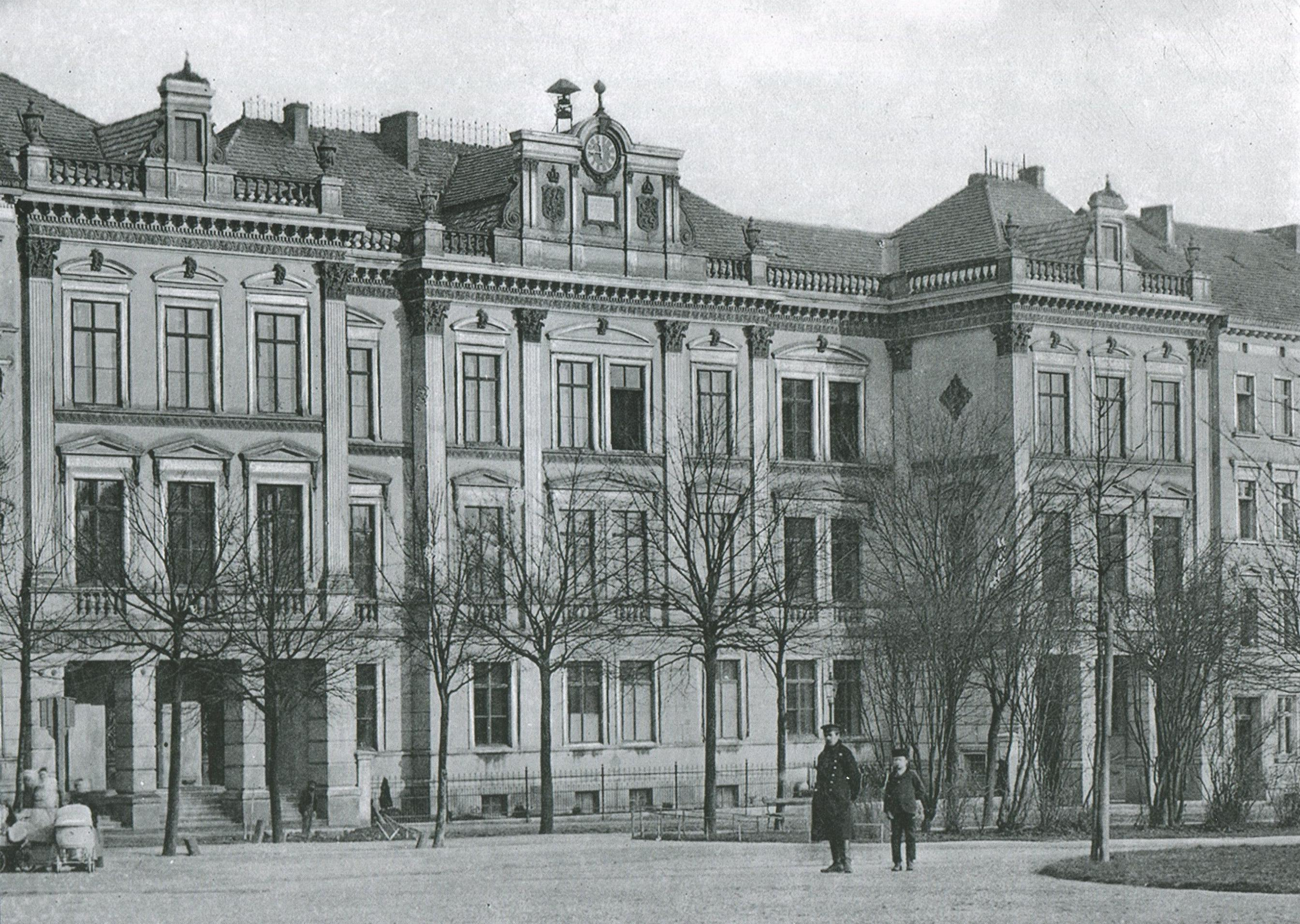
Gewerbeschule am Wilhelmsplatz, worin die Luisenschule im Jahr 1882 einzog. (Foto: 1875)

Auf Viëtor folgte Wilhelm Linn (* 3. August 1838 in Berlin), der von seinem Vorgänger „als einer der fähigsten Lehrer seiner Anstalt bezeichnet“ worden war. Da die Schülerzahl weiterhin anstieg, stellte Linn am 4. Mai 1880 einen Antrag auf einen Umzug der Schule in das Gebäude der Gewerbeschule am Wilhelmsplatz 5. Dem Antrag wurde im Februar 1882 stattgegeben und Ostern Folge geleistet. Bereits 1890 erwies sich die Aula als zu klein, wurde aber erst im Jahr 1906 erweitert. Ab 1925 wurde die Schule modernisiert, was den Anstrich, Innenausstattung und elektrisches Licht miteinbezog. Im Mai 1927 wurde ein umfangreicher Ausbau mit 150.000 Mark Regierungszuschuss begonnen und am 29. Oktober eingeweiht. Am 1. September 1948 wurde Christiane Luise von Gersdorff als Namenspatronin durch Louise Otto-Peters ersetzt. Die Schule hieß fortan Louise-Otto-Peters-Schule. Zwei Jahre später, im Jahr 1950 vereinigte sich die Schule mit der Lessing-Oberschule. Damit wurde die einstige Mädchenschule eine Schule, auf die auch Jungen gehen konnten. 1959 wurde die Schule abermals umbenannt – in Joliot-Curie-Gymnasium.